# ゲイル・ノートン
ゲイル・アン・ノートン（Gale Ann Norton、1954年3月11日 - ）は、アメリカ合衆国の政治家である。1991年から1999年まで第35代コロラド州司法長官、2001年から2006年までジョージ・W・ブッシュ政権下で第48代内務長官を務めた。いずれも、女性がこの職に就いたのは史上初のことだった。

## 若年期と教育
ノートンはカンザス州ウィチタで1954年3月11日にデイル・ノートン(Dale Norton)とアンナ・ノートン(Anna Norton)の間に生まれた。コロラド州ソーントンで育ち、1975年にデンバー大学を卒業した。1978年に同大学法科大学院で法務博士の学位を取得した。
1970年代後半にリバタリアン党に入党し、1980年には同党の全国理事の候補になったが、その直後に共和党に移った。ノートンは小説家アイン・ランドの作品に影響を受け、ランドが提唱した賢明な利用運動や自由市場環境主義のグループとの関わりを持っており、ノートンは財産・環境研究センターのフェローになっている。

## キャリア
法科大学院卒業後、1979年から1983年までマウンテン・ステイツ・リーガル・ファウンデーションに上級弁護士として勤務した。1983年から1984年までフーヴァー研究所の研究員となった後、リチャード・エドモンド・リング農務副長官の補佐を務めた。1985年から1990年まで、アメリカ合衆国内務省の副法務官として、国立公園局と魚類野生生物局に勤務する弁護士を管理した。

### コロラド州司法長官
内務省を辞めた後、故郷のコロラド州に戻り、1991年に同州の女性では初となる司法長官に選出された。司法長官として、ノートンは州の弁護士とともに州法の擁護に努めた。1992年、州政府が同性愛者を保護階級として認めることを禁止する州憲法修正2条が成立した。修正2条に対する異議申し立て訴訟、ローマー対エバンス事件は連邦最高裁まで持ち越され、1996年の最高裁判決で修正2条は無効とされた。
ノートンは1996年の連邦上院議員選挙に出馬したが、共和党予備選挙でウェイン・アラード下院議員に敗れた。
- 1996年コロラド州選出連邦上院議員選挙 共和党予備選挙結果
  - ウェイン・アラード 57%
  - ゲイル・ノートン 43%

同年、ノートンは「南北戦争中、奴隷制を守るために州の主権が悪用されたが、戦後は、我々の生活に対して連邦政府が非常に大きな力を持つことに、州が立ち向かうという考えがアメリカにおいて失われた」と発言して、物議を醸した。
1998年、ノートンは他の45州の司法長官とともに、タバコ基本和解合意の交渉に参加した。これは、喫煙が原因となる病気の治療に要する費用の回収のために各州が国内の大手タバコ会社を相手取って起こした訴訟の和解である。
ノートンは1999年までの2期を務めた。州憲法により連続2期までの制限があるため、1999年1月の任期満了をもって退任した。
司法長官退任後は、デンバーに本拠を置く法律事務所、Brownstein, Hyatt & Farberの上級弁護士となった。

### アメリカ合衆国内務長官

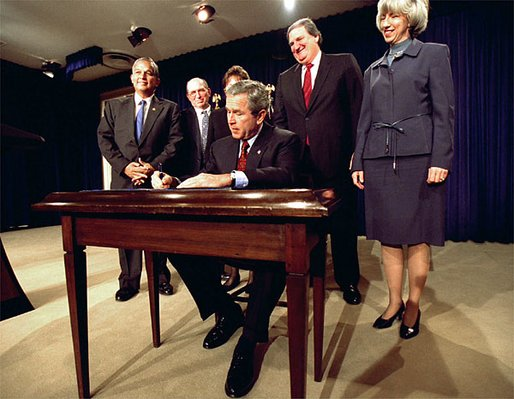
自然保護法案に署名するジョージ・W・ブッシュ大統領を他の閣僚とともに見守るノートン（2002年）

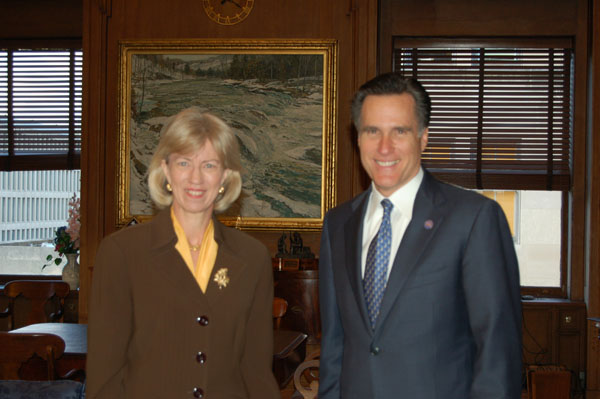
マサチューセッツ州知事ミット・ロムニーとノートン（2005年）

2001年、大統領に就任したジョージ・W・ブッシュはノートンを内務長官に任命した。女性がこの職に就くのは史上初めてだった。ノートンは2006年まで内務長官を務めた。後任には前アイダホ州知事のダーク・ケンプソーンが就任した。
2002年1月29日、ブッシュ大統領の一般教書演説の間、ノートンが指定生存者を務めた。

### 内務長官退任後
長官退任の時点で、ノートンは「ブッシュ政権における、石油やガスの掘削とアメリカ西部におけるその他の産業上の利益の拡大のための主要な擁護者」と見なされていた。長官退任後、ロイヤル・ダッチ・シェルに法務顧問として入社した。
2009年9月17日、司法省は、シェル社によるノートンの雇用が、その会社の利益に関係する決定を行える連邦職員が、その会社と雇用についての話をすることを禁止する法律に違反している恐れについて捜査を開始した。内務長官在任中の2006年、ノートンがシェル社にオイルシェールの貸借を許可したことがこの法律に抵触する可能性があった。司法省は2010年に捜査を終了し、問題はなかったと報告した。
2017年現在、ノートンはコロラド州オーロラに本社を構える、環境規制に関するコンサルタント会社、ノートン・レギュラトリー・ストラテジーズ(Norton Regulatory Strategies)で働いている。2012年、ノートンはエネルギー関連のベンチャーキャピタルであるクリーン・レンジ・ベンチャーズ(Clean Range Ventures)のシニアアドバイザーに就任した。ノートンは、フェデラリスト・ソサエティ、コロラド大学再生・持続可能エネルギー研究所の理事を務めている。

## 私生活
ノートンはコロラド州で、2人目の夫であるジョン・ヒューズ(John Hughes)と共に生活している。